# George Gerbier d'Ouvilly
George Gerbier d'Ouvilly (fl. 1661) was een Nederlands-Engels toneelschrijver en vertaler.
D'Ouvilly was van oorsprong een Nederlander, maar waar hij precies is geboren is onbekend. Hij was verwant aan de schilder Sir Balthazar Gerbier, baron d'Ouvilly en was, net als hij, een protegé van Lord Craven. Hij sloot zich aan bij het regiment van deze Lord Craven in de Lage Landen en klom op tot kapitein. Ten tijde van de Restauratie woonde hij in Londen, waar hij de tragikomedie The False Favourite Disgrac'd, and the Reward of Loyalty (De valse gunsteling onteerd, en de beloning voor loyaliteit) schreef, uitgegeven in Londen in 1657. Het stuk bevat, volgens Gordon Goodwin, een "goed opgebouwd plot, maar (...) een ruwe wijze van voordracht".
Daarnaast vertaalde hij ook biografieën uit het Frans van de schrijver André Thevet, die onder de titel Prosopagraphia, or some Select Pourtraitures and Lives of Ancient and Modern Illustrious Personages het derde deel vormen van William Lees editie van Sir Thomas Norths Plutarch (Londen, 1657). Een andere vertaling van hem is Il Trionfo d'Inghilterra overo Racconto et Relatione delle Solennit; fatte & osservate nella gloriosa Incoronatione della Maestà di Carlo Secondo d’Inghiterra, Scotia, Francia, & Irlanda, re augustissimo; nel terzo giorno di Maggio, 1661, insieme con la descrittione degl' Archi Trionfali (...) e altre (...) dimostrationi d'Allegrezze (...) nella (...) Città di Londra (...) et anco la superba Cavalcata fatta (...) il giorno innanzi (...) Il tutto transportato nella lingua Italiana, per il Capitan Giorgio Gerbieri D’Ouvilly (Venetië, 1661).